# Karel Václav Rais
Karel Václav Rais (Lázně Bělohrad, 1859. január 4. – Prága, 1926. július 8.) cseh realista regényíró volt, művei között voltak úgynevezett vidéki prózák, valamint gyermekeknek és az ifjúságnak szóló könyvek is. Több verset költött.

## Életrajz
Rais egyszerű munkás, takács család gyermeke volt. Tanulmányait Jičínben és Prágában folytatta. 1899-től egy fővárosi általános iskola igazgatója lett Vinohradyban. Prágában töltött évei alatt több cseh művésszel is kapcsolatba került, közéjük tartozott Alois Jirásek, Zikmund Winter, Josef Václav Sládek, Ignát Herrmann, és Josef Thomayer is.
Tagja volt a Zvon magazin szerkesztő bizottságának. Írásai számos más újságban is megjelentek. A Máj irodalmi társaság, valamint a Svatobor nemzeti oktatásért létrehozott társaság vezetőségének is a tagja volt.
1926-ban halt meg, a Vinohrady temetőben helyezték örök nyugalomra.

## Külső hivatkozások
- (csehül) Életrajz és bibliográfia